# Canarana tuberculicollis
Canarana tuberculicollis là một loài bọ cánh cứng trong họ Cerambycidae.